# Trenta-tres déus
L'expressió Trenta-tres déus fa referència a un panteó de deïtats hindús, algunes de les quals tenen origen vèdic i altres han estat desenvolupades amb posterioritat. En general, inclou un conjunt de 31 deïtats que consta de 12 Adityes, 11 Rudres i 8 Vasus, la identitat de les altres dues deïtats que completen els 33 varia, encara que els seus papers són generalment el d'una deïtat creadora, que presideix la procreació i és la protectora de la vida i la 33a és un governant suprem totpoderós.
Les 31 deïtats són les següents:
- Dotze Aditiàs (deïtats personificades) - Mitra, Aryaman, Bhaga, Varuna, Dakxa, Ansa, Tuastri, Puixan, Surya, Savitr, Xacra, Vixnu. Aquesta llista variarà de vegades en detalls.
- Onze Rudres, que consisteixen en:
  - -Cinc abstraccions Ananda "felicitat", Vijñāna "coneixement", Manas "pensament", Prana "alè" o "vida" Vac "discurs",
  - Cinc noms de Xiva - Iixana "governant", Tatpuruṣa "aquesta persona", Aghora "no terrible", Vamadeva "déu agradable, "Sadyojáta" nascut al mateix temps "
  - Atman "jo"
- Vuit Vasus (deïtats d'elements materials) - Pritiví "Terra", Agni "Foc", Antarikṣa "Atmofera", Vaiú "Vent", Diaus Pitar "Cel", Surya "Sol", Naksatra "Estels", Soma "Lluna"

Altres fonts similars als Vedes són els dos Aixvins (o Nasatyas), dues deïtats solars.
- Indra també anomenat Xacra, senyor dels déus, és el primer dels 33 seguit d'Agni
- Praiàpati "Senyor de les criatures", una deïtat creadora.

El títol genèric, però no pas els noms particulars de les deïtats, va ser pres de fonts budistes com un nom per al cel "dels trenta-tres déus" (Trāyastriṃśa).